# Erinn Smart
Erinn Smart (* 12. Januar 1980 in Brooklyn, New York City) ist eine ehemalige US-amerikanische Florettfechterin.

## Erfolge
Erinn Smart gewann 2001 in Nîmes bei den Weltmeisterschaften mit der Mannschaft die Bronzemedaille. Zwei Jahre darauf holte sie in Santo Domingo bei den Panamerikanischen Spielen 2003 im Einzel ebenfalls Bronze. 2007 wurde sie in Montreal mit der Mannschaft Panamerikameisterin und im Einzel Vizepanamerikameisterin. Zweimal nahm sie an Olympischen Spielen teil: 2004 belegte sie in Athen den 17. Platz der Einzelkonkurrenz. Bei den Olympischen Spielen 2008 in Peking erreichte sie im Einzel den 26. Rang. Mit der Mannschaft zog sie nach Siegen über Polen und Ungarn ins Finale gegen Russland ein, das die russische Equipe mit 28:11 für sich entschied. Gemeinsam mit Emily Cross und Hanna Thompson erhielt sie damit die Silbermedaille. Nach den Spielen beendete sie ihre Karriere.
Smart machte 2001 einen Abschluss in Wirtschaftswissenschaften am Barnard College der Columbia University und erwarb 2013 einen MBA an der Wharton School der University of Pennsylvania. Für die „Penn“ war sie auch im Collegesport aktiv. Ihr Bruder Keeth Smart war ebenfalls olympischer Fechter.